# 雷蒙·范德古
雷蒙·范德古（Raimond van der Gouw，1963年3月24日—）

## 職業生涯

### 曼聯時期（1996-2002）
經過荷蘭的足球生涯後，他被視為代替托尼·科登的選擇，當後者離開曼聯至桑德兰後，范德古以50萬英鎊加盟曼聯。
范德古有份成為曼聯成功的其中一份子，不論是當球員抑或是退役後在曼聯當門將教練。他在曼聯的處子戰是1996年9月21日對阿斯顿维拉的賽事，亦成功保持清白之身。1996–97年欧洲冠军联赛準決賽對多特蒙德的賽事，適逄球隊正選門將舒梅切尔在比賽前受傷，范德古迎來一次值得紀念的上陣，雖然最終球隊以1：0落敗，但他成功協助球隊減少失球。